# Бацили
Бацилите (Bacilli) са клас бактерии от тип фирмикути (Firmicutes). Почти всички бацили са грам-положителни бактерии.

## Класификация
Класът включва два разреда сред които има няколко известни патогена, като например причинителя на антракс (Bacillus anthracis).
Клас Бацили
- Разред Бацилоподобни (Bacillales)
- Разред Лактобацилоподобни (Lactobacillales)